# Xabier Mendiguren
Xabier Mendiguren Elizegi (Beasáin, 3 de mayo de 1964) es un escritor español en euskera.

## Biografía
Licenciado en Filología Vasca en la Universidad del País Vasco y en Filología Hispánica en la Universidad Nacional de Educación a Distancia (UNED), editor en la editorial Elkar, comenzó su actividad literaria publicando relatos en diferentes revistas hasta que en 1985 publicó una selección de cuentos, Sei ipuin amodiozko (Seis cuentos de amor). Su primera novela salió a la luz diez años después, Bekatuaren itzala (La sombra del pecado), Premio Txomin Aguirre en 1994. A ella siguieron varias más, casi una cada dos años. También es un prolífico autor dramático, —cuya primera obra, Publikoari gorroto (Odio al público) se publicó en 1984—, y de literatura infantil y juvenil con más de una veintena de obras. Además del mencionado Premio Txomin Aguirre, ha sido galardonado con el Premio Lizardi, el Tene Mujika, el Pedro Ignazio Barrutia o el Premio de la Crítica de narrativa en euskera en 1992 por Hamalau (Catorce), segundo volumen de relatos del autor. Varias de sus obras han sido traducidas al español y, algunas, al catalán.